# Judo ai Giochi della XVIII Olimpiade - +80 kg maschile
La competizione della categoria oltre 80 kg di Judo ai Giochi della XVIII Olimpiade si è svolta il giorno 22 ottobre 1964 presso l'arena Nippon Budokan a Tokyo.

## Formula torneo
Nel turno preliminare i 15 judoka sono stati divisi in cinque gironi. I vincitori dei primi tre sono stati ammessi direttamente alle semifinale, i vincitori del quarto e quinto gironi disputarono l'unico quarto di finale. Ai perdenti della semifinale è stata assegnata la medaglia di bronzo.

### Turno preliminare

#### Gruppo 1
| Vincitore        | Sconfitto            | Risultato       |
| ---------------- | -------------------- | --------------- |
| Doug Rogers      | Chang Chung-Huei     | Yokoshihogatame |
| Chang Chung-Huei | Salvador Goldschmied | Kinsa           |
| Doug Rogers      | Salvador Goldschmied | Uchimata        |

| Atleta               | Vittorie |
| -------------------- | -------- |
| Doug Rogers          | 2        |
| Chang Chung-Huei     | 1        |
| Salvador Goldschmied | 0        |

#### Gruppo 2
| Vincitore            | Sconfitto       | Risultato              |
| -------------------- | --------------- | ---------------------- |
| George Harris        | Anthony Sweeney | Seoinage               |
| Parnaoz Chik'viladze | George Harris   | Wazaari                |
| Parnaoz Chik'viladze | Anthony Sweeney | Wazaari Ni Chikai waza |

| Atleta               | Vittorie |
| -------------------- | -------- |
| Parnaoz Chik'viladze | 2        |
| George Harris        | 1        |
| Anthony Sweeney      | 0        |

#### Gruppo 3
| Vincitore        | Sconfitto       | Risultato              |
| ---------------- | --------------- | ---------------------- |
| Anzor K'ik'nadze | Herbert Niemann | Wizaari Ni Chikai Waza |
| Job Gouweleeuw   | Herbert Niemann | Kinsa                  |
| Anzor K'ik'nadze | Job Gouweleeuw  | Kinsa                  |

| Atleta           | Vittorie |
| ---------------- | -------- |
| Anzor K'ik'nadze | 2        |
| Job Gouweleeuw   | 1        |
| Herbert Niemann  | 0        |

#### Gruppo 4
| Vincitore      | Sconfitto      | Risultato   |
| -------------- | -------------- | ----------- |
| Michel Casella | Ang Teck Bee   | Fusen-Gachi |
| Isao Inokuma   | Michel Casella | Seoinage    |
| Isao Inokuma   | Ang Teck Bee   | Fusen-Gachi |

| Atleta         | Vittorie |
| -------------- | -------- |
| Isao Inokuma   | 2        |
| Michel Casella | 1        |
| Ang Teck Bee   | 0        |

#### Gruppo 5
| Vincitore       | Sconfitto       | Risultato    |
| --------------- | --------------- | ------------ |
| Kim Jong-Dal    | Huang Yong-Chun | Okurierijime |
| Kim Jong-Dal    | Nicola Tempesta | Kesagatame   |
| Nicola Tempesta | Huang Yong-Chun | Ashiguruma   |

| Atleta          | Vittorie |
| --------------- | -------- |
| Kim Jong-Dal    | 2        |
| Nicola Tempesta | 1        |
| Huang Yong-Chun | 0        |

### Quarto di finale
| Vincitore    | Sconfitto    | Risultato              |
| ------------ | ------------ | ---------------------- |
| Isao Inokuma | Kim Jong-Dal | Kuzure-Kamishihogatame |

### Semifinale
| Vincitore    | Sconfitto            | Risultato |
| ------------ | -------------------- | --------- |
| Doug Rogers  | Parnaoz Chik'viladze | Kinsa     |
| Isao Inokuma | Anzor K'ik'nadze     | Taiotoshi |

### Finale
| Vincitore    | Sconfitto   | Risultato |
| ------------ | ----------- | --------- |
| Isao Inokuma | Doug Rogers | Kinsa     |

## Classifica Finale
| Pos.    | Atleta               | Nazione          |
| ------- | -------------------- | ---------------- |
| Oro     | Isao Inokuma         | Giappone         |
| Argento | Doug Rogers          | Canada           |
| Bronzo  | Anzor K'ik'nadze     | Unione Sovietica |
| Bronzo  | Parnaoz Chik'viladze | Unione Sovietica |
| 5       | Kim Jong-Dal         | Corea del Sud    |
| 6       | Chang Chung-Huei     | Taiwan           |
| 6       | George Harris        | Stati Uniti      |
| 6       | Job Gouweleeuw       | Paesi Bassi      |
| 6       | Michel Casella       | Argentina        |
| 6       | Nicola Tempesta      | Italia           |
| 11      | Anthony Sweeney      | Gran Bretagna    |
| 11      | Herbert Niemann      | Germania         |
| 11      | Huang Yong-Chun      | Taiwan           |
| 11      | Salvador Goldschmied | Messico          |
| 15      | Ang Teck Bee         | Malaysia         |